# Kloster Bassarbowski

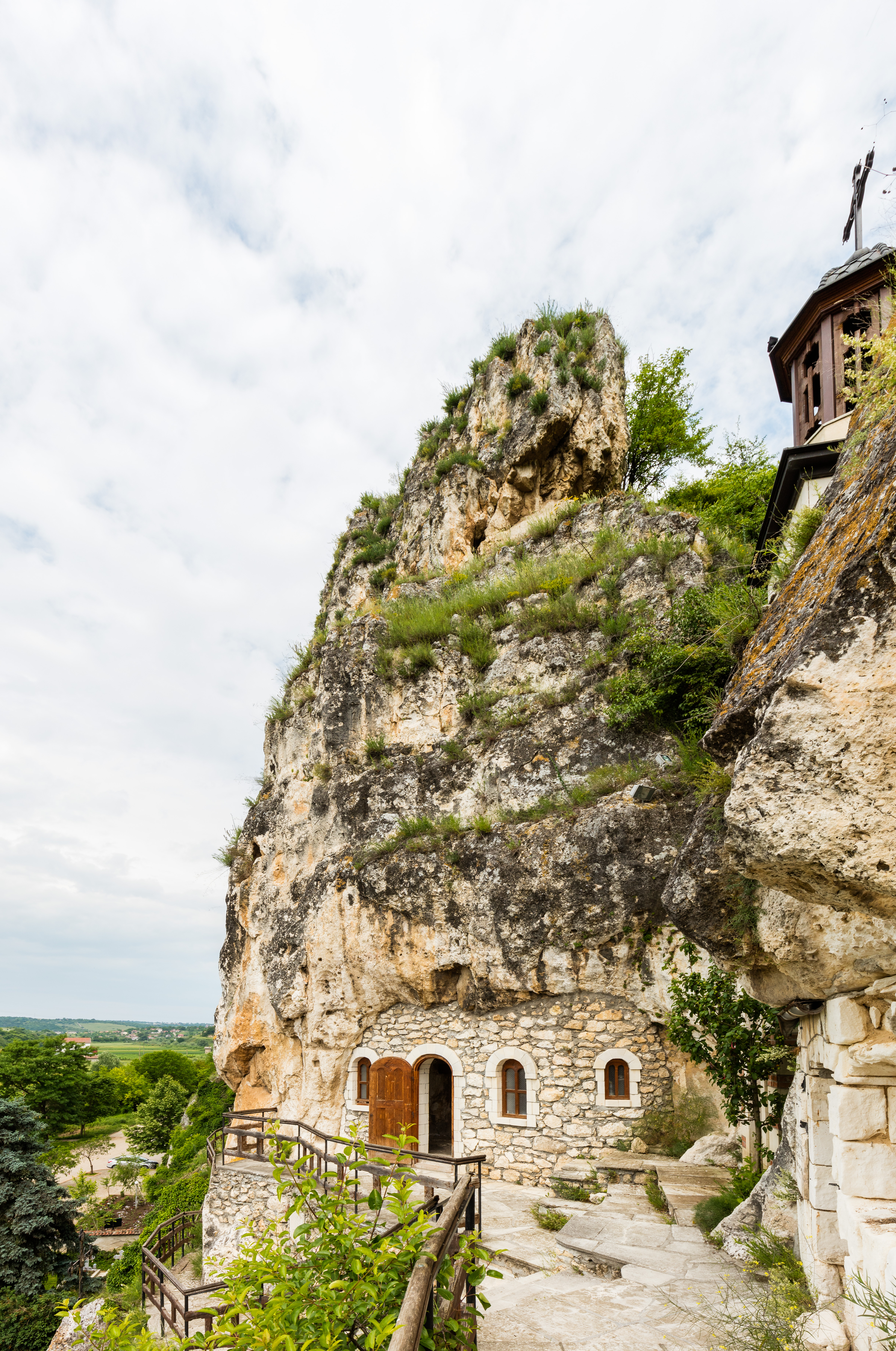
Kloster Basarbowski

Das Bassarbowski Kloster (bulgarisch Басарбовски манастир), eigentlich Kloster des Heiligen Dimitar Bassarbowski, ist ein bulgarisch-orthodoxes Höhlenkloster in der Nähe der Stadt Russe im nordöstlichen Bulgarien. Es trägt den gleichen Namen wie das nahegelegene Dorf Bassarbowo. Es ist genaugenommen ein Felsenkloster auf einer Höhe von etwa 35 Metern über dem Meeresspiegel gelegen. Am Fuße des Klosters fließt der Fluss Russenski Lom in Richtung Norden hin zur Donau. Die älteste erhaltene schriftliche Erwähnung stammt aus dem 15. Jahrhundert. Hier wird das Kloster in einem osmanischen Steuerregister erwähnt.